# Amata recedens
Amata recedens  là một loài bướm đêm thuộc phân họ Arctiinae, họ Erebidae.